# 가봉 민주당
가봉 민주당(영어: Gabonese Democratic Party, 프랑스어: Parti Démocratique Gabonais, 약칭 PDG)은 가봉의 집권당이자 중도우파 성향의 보수주의 정당이다. 가봉 민주당은 1968년부터 1990년까지 가봉에서 유일한 합법적인 정당이었다.

## 역사
1953년 가봉 혼합위원회와 가봉 민주당의 통합으로 가봉 민주권(프랑스어: Bloc Démocratique Gabonais, BDG)으로 창당되었다. 1957년 영도 의회 선거에서 8석을 얻어 14석을 차지했던 가봉 민주사회연합(UDSG)에 밀렸다. 그러나 BDG는 회원 1명과 무소속 5명이 주축이 된 "가봉 이해당사자-변명" 명단과 함께 연립정부를 구성할 수 있었다.
1961년 총선에 앞서 BGD와 UDSG는 레옹 음바 BDG 대표가 단독 대선 후보로 나섰고, 국회에는 "전국연합" 공동목록이 무반주로 운영됐다. 1964년 국회의원 선거에서는 BDG가 47석 중 31석을 차지하면서 두 정당이 서로 경쟁했다.
BDG는 음바가 대통령으로 재선된 1967년 총선에 이의를 제기한 유일한 정당이었다. 음바는 그 해 말에 죽었고 오마르 봉고의 뒤를 이었다. 1968년 3월 12일 BDG는 가봉 민주당에 의해 계승되었고, 가봉 민주당은 유일한 합법 정당이 되었다. PDG와 봉고는 1973년, 1980년, 1985년 1당 선거에서 재선된 뒤 1990년 5월 개헌으로 다당제가 다시 정착됐다.
PDG는 1990년 국회의원 선거에서 120석 중 63석을 차지하며 권력을 유지했다. 봉고는 1993년 51%의 득표율로 다시 재선되었다. 1996년 국회의원 선거에서 85석을 얻었고, 봉고는 67%의 득표율로 1998년 다섯 번째로 재선되었다. PDG는 2001년 총선에서 1석을 얻었고 2005년 79%의 득표로 봉고 후보가 재선됐다.
2006년 국회의원 선거에서는 PDG가 82석으로 줄었지만 여유 있게 과반수를 유지하고 소속 정당이 17석을 더 획득했다. 봉고는 2009년 사망했고 아들 알리 봉고 온딤바가 PDG 지도자가 됐다. 그는 올해 말 42%의 득표로 대통령 선거에서 승리했다. BDG는 2011년 총선에서 113석을 얻어 야당 대부분이 보이콧한 바 있다.

## 의회
1986년 9월 17일부터 9월 21일까지 리브르빌에서 열린 제3차 정기총회에서 봉고는 1986년 11월 대통령 선거 후보로 지명되었다.
1991년부터 1994년까지 PDG의 사무총장은 자크 아디아노트였다.